# جامعة امحمد بوڤرة-بومرداس
جامعة امحمد بوڨرة بومرداس (بالفرنسية: Université M'Hamed Bougara Boumerdès)‏ هي جامعة جزائرية حكومية، تقع في ولاية بومرداس وتمتد في بلديتي بومرداس وبودواو.
ويحمل اسم العقيد السابق في جيش التحرير الوطني ورئيس الولاية الرابعة المرحوم أحمد بوقرة المعروف باسم محمد.
وفي عام 2015، كان عدد طلابها 32.534 طالبًا.

## الكليات والمعاهد
- كلية العلوم.
- كلية علوم المهندس.
- كلية المحروقات والكيمياء.
- كلية العلوم الاقتصادية والتجارية.
- كلية الحقوق.
- معهد الهندسة الكهربائية والإلكترونية.

## وصلات خارجية
- (بالفرنسية) الموقع الرسمي لجامعة امحمد بوڨرة بومرداس.
- الموقع الرسمي لكلية العلوم -جامعة امحمد بوڨرة بومرداس.
- الموقع الرسمي لكلية علوم المهندس -جامعة امحمد بوڨرة بومرداس.
- الموقع الرسمي لكلية المحروقات والكيمياء -جامعة امحمد بوڨرة بومرداس.
- الموقع الرسمي لكلية العلوم الاقتصادية والتجارية -جامعة امحمد بوڨرة بومرداس.
- الموقع الرسمي لكلية الحقوق -جامعة امحمد بوڨرة بومرداس.
- الموقع الرسمي لمعهد الهندسة الكهربائية والإلكترونية -جامعة امحمد بوڨرة بومرداس.